# Sarcophila dayanella
Sarcophila dayanella är en tvåvingeart som beskrevs av Andy Z. Lehrer 2003. Sarcophila dayanella ingår i släktet Sarcophila och familjen köttflugor.
Artens utbredningsområde är Israel. Inga underarter finns listade i Catalogue of Life.